# Лемозеро (озеро)
Лемозеро — озеро на территории Коверского сельского поселения Олонецкого района Республики Карелии.

## Общие сведения
Площадь озера — 0,7 км². Располагается на высоте 33,0 метров над уровнем моря.
Форма озера продолговатая: вытянуто с севера на юг. Берега каменисто-песчаные, местами заболоченные.
Из озера берёт начало река Тукса, являющаяся притоком реки Олонки.
На восточном берегу озера располагается деревня Лемозеро, к которой подходит дорога местного значения 86К-193 («Подъезд к деревне Лемозеро»), ответвляющаяся от трассы Р21 («Кола»).
Код объекта в государственном водном реестре — 01040300211102000014930.